# Grabów-Wójtostwo
Grabów-Wójtostwo – wieś w Polsce położona w województwie wielkopolskim, w powiecie ostrzeszowskim, w gminie Grabów nad Prosną.
| SIMC    | Nazwa     | Rodzaj    |
| ------- | --------- | --------- |
| 0198829 | Biady     | część wsi |
| 0198835 | Nowy Dwór | część wsi |
| 0198841 | Wygoda    | część wsi |

W latach 1975–1998 miejscowość administracyjnie należała do województwa kaliskiego.